# Et cetera
«Et cetera» es una canción de la cantante irlandesa Sinéad Mulvey y el grupo Black Daisy, que representó a Irlanda en el Festival de la Canción de Eurovisión 2009, en Moscú, Rusia.
El tema, compuesto por el irlandés Niall Mooney y un grupo multinacional de compositores (el sueco Jonas Gladnikoff, el italiano Daniele Moretti y la danesa Christina Schilling), fue elegida como la representante irlandesa el 20 de febrero de 2009. Consiguió un total de 78 puntos de los 80 posibles gracias al apoyo del voto telefónico y de los votos de los jurados regionales.
Dicha composición fue publicada por la compañía discográfica Sony BMG el 1 de mayo en Irlanda, debutando en la posición número quince de la lista de éxitos y alcanzando el número cinco.
La canción compitió en la semifinal del día 14 de mayo de 2009 pero no consiguió clasificarse para la final, siendo la segunda vez en dos años (y la tercera en un período de cinco años) que Irlanda no conseguía pasar a la siguiente fase del certamen.